# 銅山駅
銅山駅（どうさんえき）は、南京市江寧区禄口街道銅山社区にある、南京地下鉄S9号線の駅である。

## 駅名
駅名については、事業着手当初は南京地下鉄集団は江寧区禄口街道銅山社区に当駅が位置することから「銅山駅」の仮称を用いており、2017年7月7日に駅名が「銅山駅」に決定したことが発表された。

## 歴史
- 2017年7月7日に駅名が発表された。
- 2017年12月30日S9号線の駅として開業。

## 駅構造
| 地面         | コンコース     | 改札口、自動券売機、サービスセンター、駅商店、フライト情報板、駅警備室、セキュリティ |  |
|              | ●S9号線        | 島式ホーム、右側の扉が開く                                                           |  |
| 地下1階      |                | 南京地下鉄S9号線 翔宇路南 行き（翔宇路南 方面）                                      |  |
|              |                | 南京地下鉄S9号線 高淳 行き（石湫・高淳 方面）                                        |  |
|              | ●S9号線        | \| 島式ホーム、 \| 右側の扉が開く \|                                                 |  |
| 島式ホーム、 | 右側の扉が開く |                                                                                      |  |

### のりば
| 番線 | 路線             | 方面            | 行先          |
| ---- | ---------------- | --------------- | ------------- |
|      | 南京地下鉄S9号線 | 翔宇路南 方面   | 翔宇路南 行き |
|      | 南京地下鉄S9号線 | 石湫・高淳 方面 | 高淳 行き     |

## 駅周辺
- 南京航空航天大学金城学院
- 金肯技術職業学院南キャンパス
- 銅山中学

## 隣の駅
南京地下鉄
■S9号線
翔宇路南駅- 銅山駅- 石湫駅